# Ешленд (округ Грін, Нью-Йорк)
Ешленд (англ. Ashland) — місто (англ. town) в США, в окрузі Грін штату Нью-Йорк. Населення — 682 особи (2020).

## Демографія
Згідно з переписом 2010 року, у місті мешкали 784 особи в 338 домогосподарствах у складі 219 родин. Було 679 помешкань
Расовий склад населення:
| - 97,7 % — білих - 0,5 % — корінних американців - 0,4 % — чорних або афроамериканців - 0,3 % — азіатів |

До двох чи більше рас належало 1,0 %. Частка іспаномовних становила 3,2 % від усіх жителів.
За віковим діапазоном населення розподілялося таким чином: 21,2 % — особи молодші 18 років, 57,6 % — особи у віці 18—64 років, 21,2 % — особи у віці 65 років та старші. Медіана віку мешканця становила 46,6 року. На 100 осіб жіночої статі у місті припадало 99,0 чоловіків;  на 100 жінок у віці від 18 років та старших — 98,7 чоловіків також старших 18 років.
Середній дохід на одне домашнє господарство  становив 82 727 доларів США (медіана — 46 250), а середній дохід на одну сім'ю — 98 789 доларів (медіана — 56 932). Медіана доходів становила 41 750 доларів для чоловіків та 27 500 доларів для жінок. За межею бідності перебувало 14,2 % осіб, у тому числі 25,4 % дітей у віці до 18 років та 5,2 % осіб у віці 65 років та старших.
Цивільне працевлаштоване населення становило 318 осіб. Основні галузі зайнятості: освіта, охорона здоров'я та соціальна допомога — 18,6 %, мистецтво, розваги та відпочинок — 16,0 %, роздрібна торгівля — 13,8 %, виробництво — 12,9 %.